# Bergströmshusen
Bergströmshusen is een plaats in de gemeente Staffanstorp in het Zweedse landschap Skåne en de provincie Skåne län. De plaats heeft 182 inwoners (2005) en een oppervlakte van 12 hectare. Bergströmshusen ligt aan de Europese weg 22 en wordt vrijwel geheel omringd door akkers. De buitenwijken van de stad Lund liggen slechts anderhalve kilometer ten noorden van het dorp.